# صفي الدولة
صفي الدولة محمد بن علي بن جعفر بن فلاح كان الحاكم الفاطمي لحلب بين تشرين الأول 1022 ونيسان 1023. وقد كُلف على وجه التحديد بحكم المدينة، في حين أُوكل حُكم قلعة حلب لحاكم منفصل، وهو يمن الدولة سعادات الذي كان خصيًّا.  كانت هذه هي المرة الأولى التي يعين فيها الفاطميون حكامًا منفصلين لمدينة حلب وقلعتها منذ أن سيطروا بشكل مباشر على المدينة في تشرين الأول 1016. كان صفي الدولة ينتمي إلى قبيلة كتامة، وهي جماعة بربرية مسلحة تعرّبت ولعبت دورًا كبيرًا في التاريخ الإسلامي ودورًا رئيسًا في الجيش الفاطمي. إن صفي الدولة هو ابن علي بن جعفر وحفيد جعفر بن فلاح، وكلاهما كانا من قادة الفاطميين. وقد أُطلق عليه لقب صفي الدولة. عُين صفي الدولة ويُمن الدولة في حلب بدلًا من أبي النجم بدر. لا يُعرف شيء عن حكمهم، وقد عُزل صفي الدولة في نيسان 1023، وخلفه سند الدولة حسن.

## فهرس
- Zakkar، Suhayl (1971). The Emirate of Aleppo: 1004–1094. Aleppo: Dar al-Amanah. مؤرشف من الأصل في 2024-12-26.

| سبقه أبو النجم بدر | أمير حلب تشرين الأول 1022–نيسان 1023 | تبعه سند الدولة حسن |